# Вортвілл (Пенсільванія)
Вортвілл (англ. Worthville) — місто (англ. borough) в США, в окрузі Джефферсон штату Пенсільванія. Населення — 80 осіб (2020).

## Географія
Вортвілл розташований за координатами 41°1′28″ пн. ш. 79°8′29″ зх. д. / 41.02444° пн. ш. 79.14139° зх. д. (41.024426, -79.141266).  За даними Бюро перепису населення США в 2010 році місто мало площу 0,90 км², з яких 0,88 км² — суходіл та 0,02 км² — водойми.

## Демографія
Згідно з переписом 2010 року, у селищі мешкало 67 осіб у 30 домогосподарствах у складі 25 родин. Густота населення становила 74 особи/км².  Було 35 помешкань (39/км²).
Расовий склад населення:
| - 98,5 % — білих |

До двох чи більше рас належало 1,5 %. Частка іспаномовних становила 1,5 % від усіх жителів.
За віковим діапазоном населення розподілялося таким чином: 14,9 % — особи молодші 18 років, 64,2 % — особи у віці 18—64 років, 20,9 % — особи у віці 65 років та старші. Медіана віку мешканця становила 49,8 року. На 100 осіб жіночої статі у селищі припадало 81,1 чоловіків;  на 100 жінок у віці від 18 років та старших — 90,0 чоловіків також старших 18 років.
Середній дохід на одне домашнє господарство  становив 54 286 доларів США (медіана — 50 000), а середній дохід на одну сім'ю — 56 940 доларів (медіана — 51 250). Медіана доходів становила 50 625 доларів для чоловіків та 27 083 долари для жінок. За межею бідності перебувало 2,9 % осіб, у тому числі 0,0 % дітей у віці до 18 років та 7,1 % осіб у віці 65 років та старших.
Цивільне працевлаштоване населення становило 37 осіб. Основні галузі зайнятості: освіта, охорона здоров'я та соціальна допомога — 32,4 %, транспорт — 13,5 %, роздрібна торгівля — 10,8 %, публічна адміністрація — 10,8 %.